# Sonia Fellous
Pour les articles homonymes, voir Fellous.
Sonia Fellous, née en 1956 à Tunis, est une historienne française spécialiste de l'identité judéo-chrétienne de l'Europe.

## Biographie
Docteur en sciences des religions, chargée de recherche au CNRS, Sonia Fellous a enseigné à l'INALCO et à l'École doctorale d'histoire des religions (Paris IV-Sorbonne).
Elle est spécialisée dans l'histoire de l'art juif et, plus particulièrement, en iconographie biblique antique et médiévale et en herméneutique rabbinique.
En analysant les thèmes de l'iconographie du judaïsme et du christianisme, elle propose une exégèse des rapports qu'entretiennent ces deux religions depuis 2000 ans.
Les travaux de Sonia Fellous portent plus particulièrement sur les manuscrits hébreux enluminés du Moyen Âge, sur l'histoire des relations judéo-chrétiennes en Espagne avant le décret de l'Alhambra et sur l'histoire des relations judéo-musulmanes en Tunisie. Elle a consacré plusieurs ouvrages à Moïse Arragel et à la Bible d'Albe, ainsi qu'aux manuscrits hébreux enluminés.

## Publications
- Entrer en matière : Les prologues (ouvrage collectif), Cerf, 1998
- Histoire de la Bible de Moïse Arragel, Somogy, 2002. Prix Alberto Benveniste 2004.
- Juifs et musulmans en Tunisie : Fraternité et déchirements (dir. ouvrage collectif), Somogy, 2003
- Histoire du judaïsme, La Documentation photographique n° 8065, septembre-octobre 2008, La Documentation française[2]
- Les Manuscrits hébreux enluminés des Bibliothèques de France (avec Gabrielle Sed-Rajna), Louvain-Paris, Peeters, 1994